# Euploea pleiadis
Euploea pleiadis är en fjärilsart som beskrevs av Moore 1883. Euploea pleiadis ingår i släktet Euploea och familjen praktfjärilar. Inga underarter finns listade i Catalogue of Life.